# Diplura nigra
Diplura nigra är en spindelart som först beskrevs av F. O. Pickard-Cambridge 1896.  Diplura nigra ingår i släktet Diplura och familjen Dipluridae. Inga underarter finns listade i Catalogue of Life.